# Studio Uno
Studio Uno es el octavo álbum de la cantante italiana Mina, el segundo de estudio publicado por la discográfica Ri-Fi en marzo de 1965.
El álbum, cuya portada es similar a la del sencillo Se piangi, se ridi/Più di te que se publicó el mes anterior, contiene la mayor parte del material ya publicado en 45 RPM, incluyendo Io sono quel che sono y Tu farai  del mismo disco.
Los arreglos, orquesta y dirección orquestal es de Augusto Martelli; en Città vuota es de Piero Gosio.
Gracias al éxito de ventas de canciones como Città vuota, È l'uomo per me, Un anno d'amore, Un buco nella sabbia, Io sono quel che sono y L'ultima occasione, que sobresalen en las listas semanales entre 1964 y 1965, el álbum es, con diferencia, el más vendido de 1965.
El álbum toma el título del programa de televisión de variedades de la RAI y fue publicado durante la transmisión de la tercera edición del espectáculo en la primavera de 1965, en el que Mina presentará un par de pistas del disco durante el transcurso de los 12 episodios planeados.
Las canciones están cantadas en italiano, pero muchas de ellas serían interpretadas y grabadas por Mina en diferentes idiomas.
So che mi vuoi, Era vivere y las dos canciones L'ultima occasione y E... (E adesso sono tua) fueron editadas como sencillos en julio, lo que puede ser considerado como el único extracto de álbum.
Este álbum ha sido reeditado y remasterizado en diversas ocasiones.

## Lista de canciones
| N.º | Título                                  | Duración |  |
| 1.  | «L'ultima occasione»                    | 2:43     |  |
| 2.  | «Un anno d'amore (C'est irreparable)»   | 3:10     |  |
| 3.  | «Se piangi, se ridi»                    | 2:38     |  |
| 4.  | «Più di te (I Won't Tell)»              | 2:47     |  |
| 5.  | «È l'uomo per me (He Walks Like a Man)» | 2:20     |  |
| 6.  | «Un buco nella sabbia»                  | 2:18     |  |
| 7.  | «So che mi vuoi (It's for You)»         | 2:08     |  |
| 8.  | «E... (E adesso sono tua)»              | 3:00     |  |
| 9.  | «Tu farai»                              | 2:25     |  |
| 10. | «Era vivere»                            | 2:23     |  |
| 11. | «Città vuota (It's a Lonely Town)»      | 2:40     |  |
| 12. | «Io sono quel che sono»                 | 2:13     |  |

- Datos: Q3976299